# Krasnoselskaïa (métro de Moscou)
Krasnoselskaïa (en russe : Красносе́льская et en anglais : Krasnoselskaya), est une station de la ligne Sokolnitcheskaïa (ligne 1 rouge) du métro de Moscou, située, sous l'avenue Krasnoproudnaïa à l'est de l'intersection avec l'avenue Krasnoselskaïa, sur le territoire de l'arrondissement Krasnosselski dans le district administratif central de Moscou.
Elle est mise en service en 1935 lors de l'ouverture de la première ligne du métro de Moscou.
La station est ouverte tous les jours aux heures de circulation du métro.

## Situation sur le réseau
Établie en souterrain, à 8 mètres sous le niveau du sol, la station Krasnoselskaïa est située au point 40+48,2 de la ligne Sokolnitcheskaïa (ligne 1 rouge), entre les stations Sokolniki (en direction de Boulvar Rokossovskogo) et Komsomolskaïa (en direction de Salarievo).

## Histoire
La station Krasnoselskaïa est mise en service le 15 mai 1935, lors de l'ouverture à l'exploitation de la première ligne du métro entre les stations Solkolniki et Park koultoury.

Photos anciennes de la station
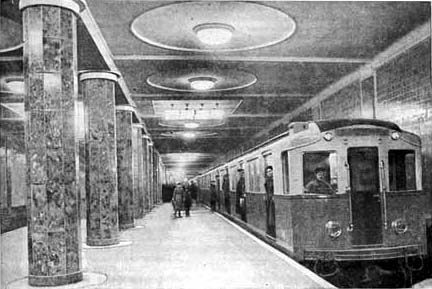
1935.
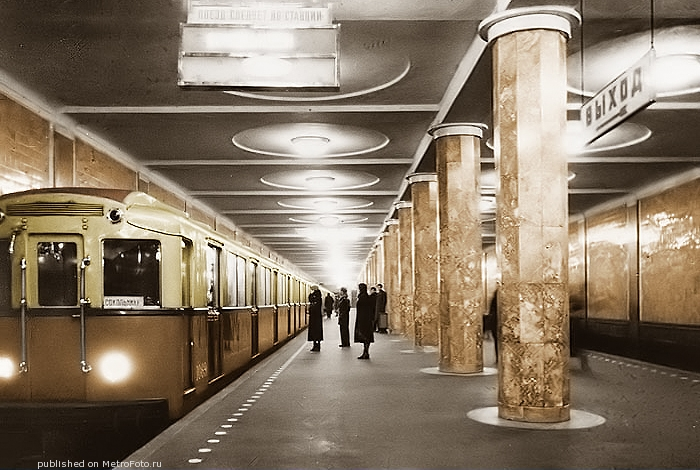
1940.

Elle est construite sous l'avenue Krasnoproudnaïa, suivant la méthode du « cut-and-cover ». Les travaux de construction de Krasnoselskaïa débutent au printemps 1933. Les architectes de la station sont B.S. Vilenski et V.A. Yerchov. Le volume de passagers prévu était relativement faible, et la station fut donc conçue avec une plate-forme plus étroite que les autres stations de cette même ligne. Elle possède une rangée de piliers à base décagonale, recouvertes de marbre de Crimée rouge et jaune. Les murs se composent de carrés de céramiques jaunes et rouges, et sont ponctués à intervalles réguliers de pilastres de béton. À l'origine, Krasnoselskaïa était prévue pour avoir une entrée extérieure à chaque extrémité, mais seule fut construite celle la plus à l'ouest, située au coin nord-est des avenues Krasnoproudnaïa et Krasnoselskaïa.

Architecture et décoration
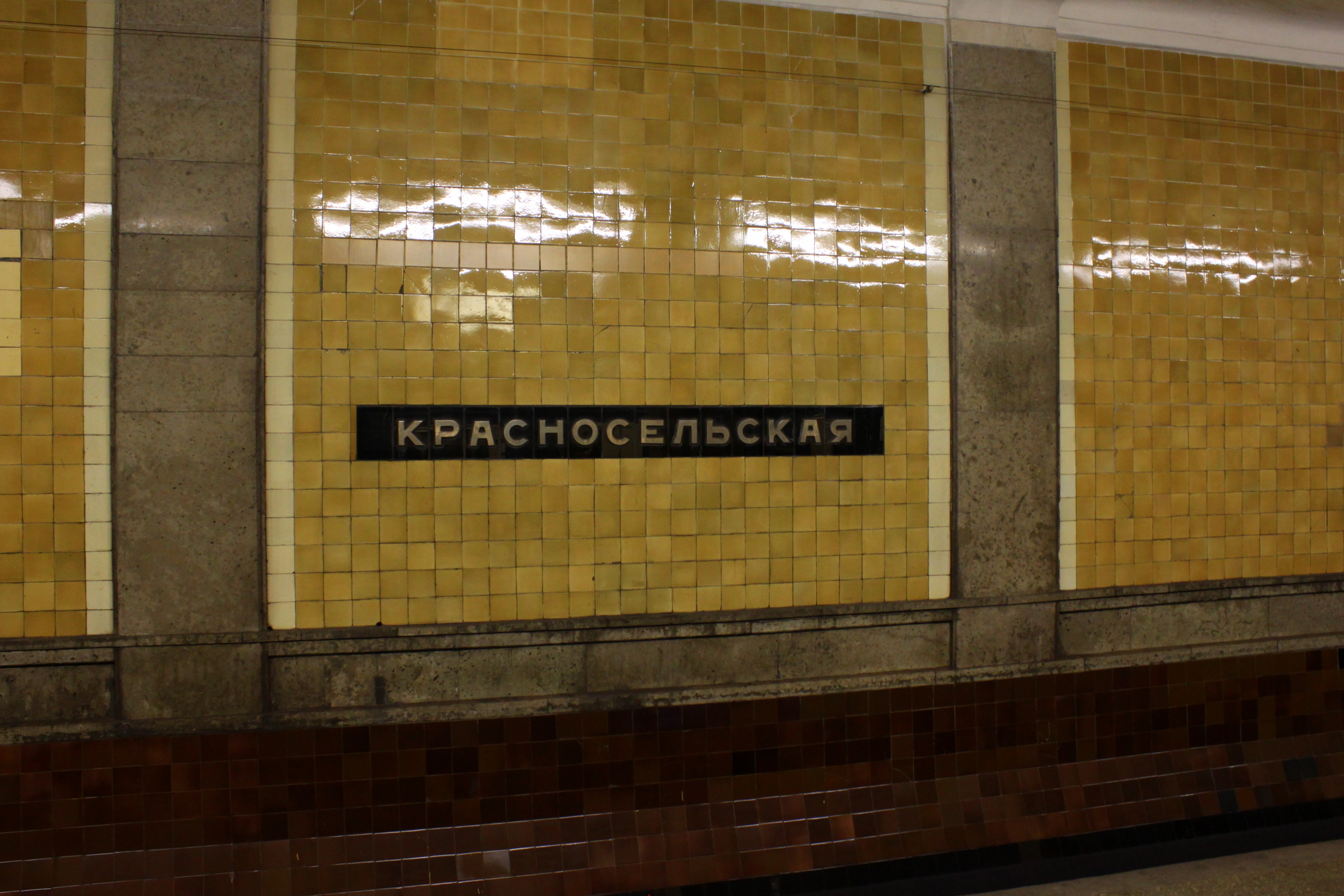
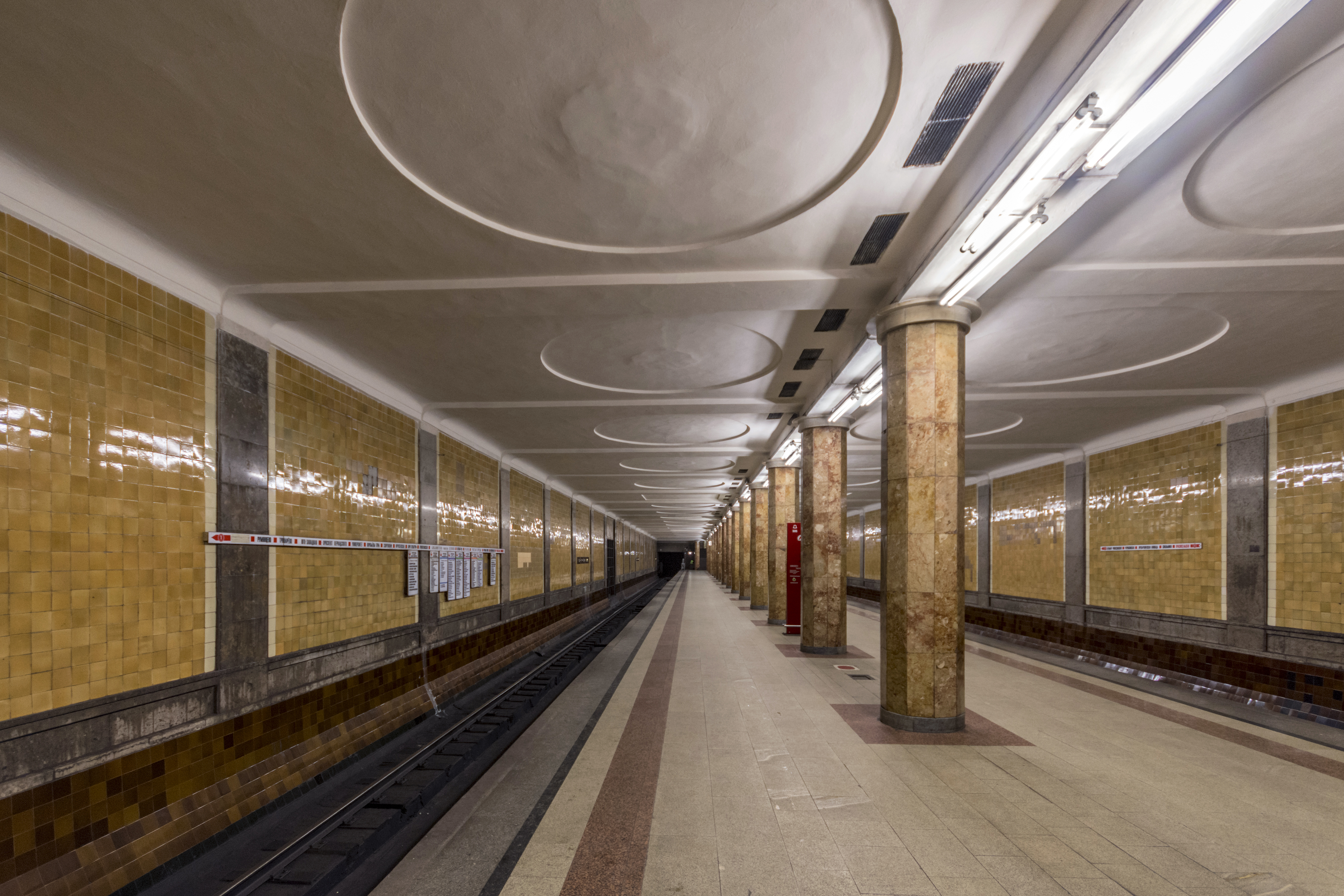
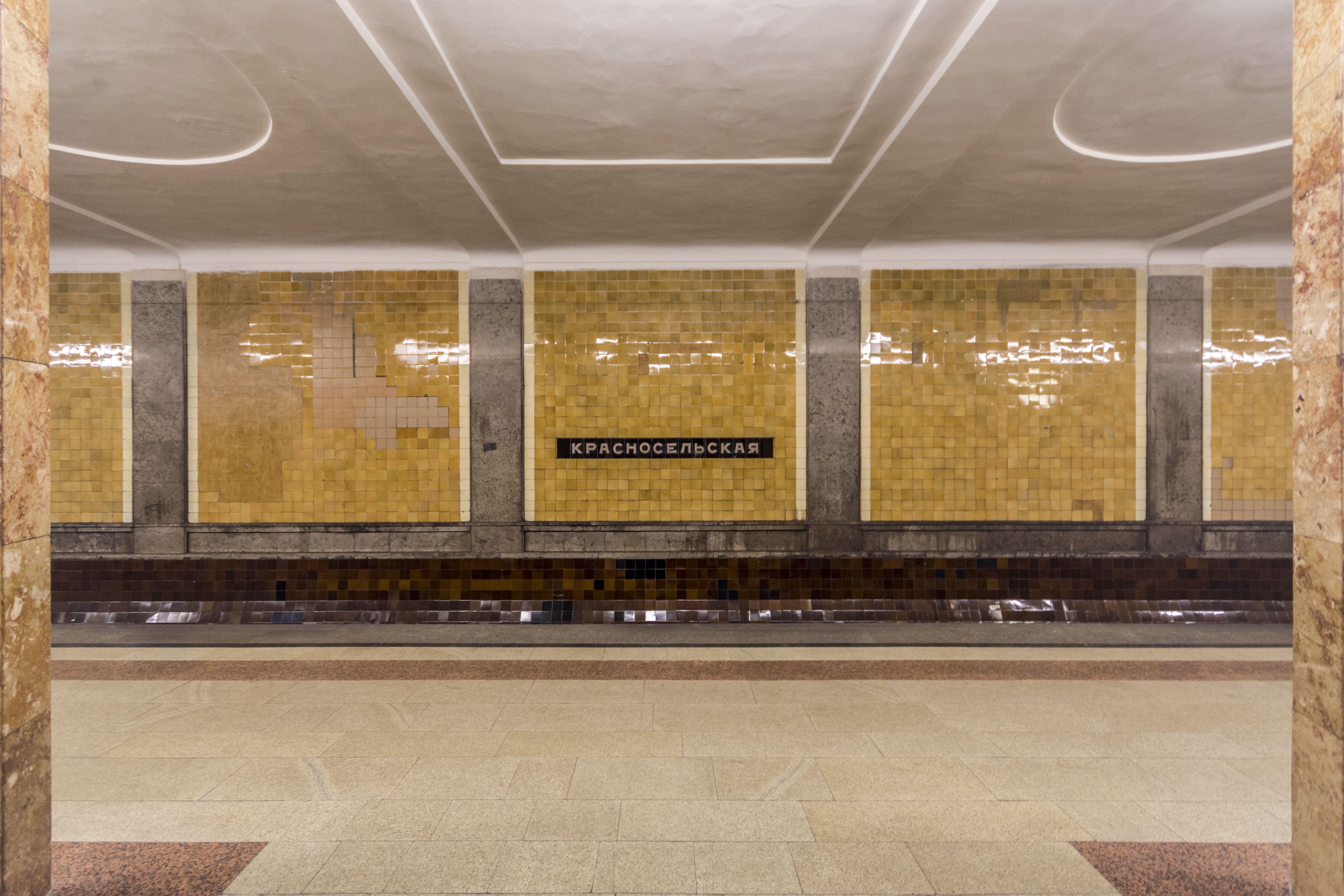

En 2005, le sol carrelé d'origine de cette entrée fut remplacé par du marbre de couleur semblable.